# بكتيريا ملتوية
البكتيريا الملتوية (الاسم العلمي: Spirochaetes) هي شعبة من البكتيريا.

## التصنيف
تضم هذه الشعبة طائفة وحيدة هي الملتويانية والتي بدورها تضم رتبة وحيدة هي رتبة الملتويات.